# فهرست کشورها بر پایه مساحت آبیاری
در اینجا فهرست کشورها بر پایه مساحت آبیاری ارائه شده‌است.

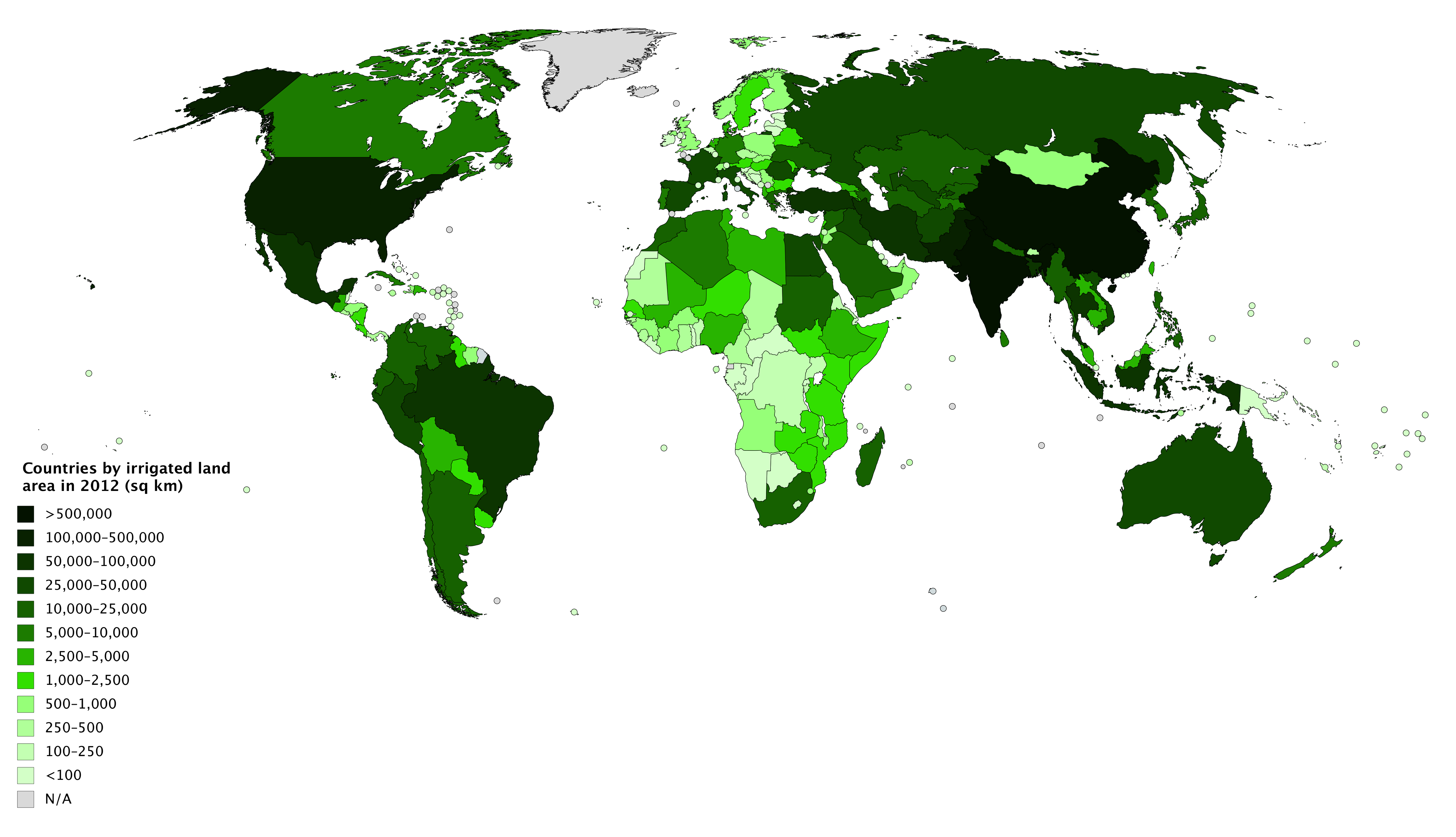
نقشه کشورها بر اساس مساحت آبیاری در سال ۲۰۱۲

## فهرست
| رتبه | کشور                                                    | زمین‌های آبیاری (کیلومتر مربع) | اطلاعات    |
| ---- | ------------------------------------------------------- | ----------------------------- | ---------- |
| -    | جهان                                                    | ۲٬۷۷۰٬۹۸۰                     | ۲۰۰۳       |
| ۱    | چین                                                     | ۶۹۰٬۰۷۰                       | ۲۰۱۲       |
| ۲    | هند                                                     | ۶۶۷٬۰۰۰                       | ۲۰۱۲       |
| ۳    | ایالات متحده آمریکا                                     | ۲۶۴٬۰۰۰                       | ۲۰۱۲       |
| ۴    | پاکستان                                                 | ۲۰۲٬۰۰۰                       | ۲۰۱۲       |
| -    | اتحادیه اروپا                                           | ۱۵۴٬۵۴۰                       | ۲۰۱۱       |
| ۵    | ایران                                                   | ۹۵٬۵۳۰                        | ۲۰۱۲       |
| ۶    | مکزیک                                                   | ۶۳٬۲۰۰                        | ۲۰۰۳       |
| ۷    | ترکیه                                                   | ۵۲٬۱۵۰                        | ۲۰۰۳       |
| ۸    | تایلند                                                  | ۴۹٬۸۶۰                        | ۲۰۰۳       |
| ۹    | بنگلادش                                                 | ۴۷٬۲۵۰                        | ۲۰۰۳       |
| ۱۰   | روسیه                                                   | ۴۶٬۰۰۰                        | ۲۰۰۳       |
| ۱۱   | اندونزی                                                 | ۴۵٬۰۰۰                        | ۲۰۰۳       |
| ۱۲   | ازبکستان                                                | ۴۲٬۸۱۰                        | ۲۰۰۳       |
| ۱۳   | اسپانیا                                                 | ۳۷٬۸۰۰                        | ۲۰۰۳       |
| ۱۴   | قزاقستان                                                | ۳۵٬۵۶۰                        | ۲۰۰۳       |
| ۱۵   | عراق                                                    | ۳۵٬۲۵۰                        | ۲۰۰۳       |
| ۱۶   | مصر                                                     | ۳۴٬۲۲۰                        | ۲۰۰۳       |
| ۱۷   | رومانی                                                  | ۳۰٬۷۷۰                        | ۲۰۰۳       |
| ۱۸   | ویتنام                                                  | ۳۰٬۰۰۰                        | ۲۰۰۳       |
| ۱۹   | برزیل                                                   | ۲۹٬۲۰۰                        | ۲۰۰۳       |
| ۲۰   | ایتالیا                                                 | ۲۷٬۵۰۰                        | ۲۰۰۳       |
| ۲۱   | فرانسه                                                  | ۲۶٬۰۰۰                        | ۲۰۰۳       |
| ۲۲   | ژاپن                                                    | ۲۵٬۹۲۰                        | ۲۰۰۳       |
| ۲۳   | استرالیا                                                | ۲۵٬۴۵۰                        | ۲۰۰۳       |
| ۲۴   | اوکراین                                                 | ۲۲٬۰۸۰                        | ۲۰۰۳       |
| ۲۵   | شیلی                                                    | ۱۹٬۰۰۰                        | ۲۰۰۳       |
| ۲۶   | میانمار                                                 | ۱۸٬۷۰۰                        | ۲۰۰۳       |
| ۲۷   | سودان                                                   | ۱۸٬۶۳۰                        | ۲۰۰۳       |
| ۲۸   | ترکمنستان                                               | ۱۸٬۰۰۰                        | ۲۰۰۳       |
| ۲۹   | عربستان سعودی                                           | ۱۶٬۲۰۰                        | ۲۰۰۳       |
| ۳۰   | فیلیپین                                                 | ۱۵٬۵۰۰                        | ۲۰۰۳       |
| ۳۱   | آفریقای جنوبی                                           | ۱۴٬۹۸۰                        | ۲۰۰۳       |
| ۳۲   | کره شمالی                                               | ۱۴٬۶۰۰                        | ۲۰۰۳       |
| ۳۳   | جمهوری آذربایجان                                        | ۱۴٬۵۵۰                        | ۲۰۰۳       |
| ۳۴   | یونان                                                   | ۱۴٬۵۳۰                        | ۲۰۰۳       |
| ۳۵   | مراکش                                                   | ۱۴٬۴۵۰                        | ۲۰۰۳       |
| ۳۶   | سوریه                                                   | ۱۳٬۳۳۰                        | ۲۰۰۳       |
| ۳۷   | پرو                                                     | ۱۲٬۰۰۰                        | ۲۰۰۳       |
| ۳۸   | نپال                                                    | ۱۱٬۷۰۰                        | ۲۰۰۳       |
| ۳۹   | ماداگاسکار                                              | ۱۰٬۸۶۰                        | ۲۰۰۳       |
| ۴۰   | قرقیزستان                                               | ۱۰٬۷۲۰                        | ۲۰۰۳       |
| ۴۱   | کلمبیا                                                  | ۹٬۰۰۰                         | ۲۰۰۳       |
| ۴۲   | کره جنوبی                                               | ۸٬۷۸۰                         | ۲۰۰۳       |
| ۴۳   | کوبا                                                    | ۸٬۷۰۰                         | ۲۰۰۳       |
| ۴۴   | اکوادور                                                 | ۸٬۶۵۰                         | ۲۰۰۳       |
| ۴۵   | کانادا                                                  | ۷٬۸۵۰                         | ۲۰۰۳       |
| ۴۶   | سری‌لانکا                                                | ۷٬۴۳۰                         | ۲۰۰۳       |
| ۴۷   | تاجیکستان                                               | ۷٬۲۲۰                         | ۲۰۰۳       |
| ۴۸   | پرتغال                                                  | ۶٬۵۰۰                         | ۲۰۰۳       |
| ۴۹   | بلغارستان                                               | ۵٬۸۸۰                         | ۲۰۰۳       |
| ۵۰   | ونزوئلا                                                 | ۵٬۷۵۰                         | ۲۰۰۳       |
| ۵۱   | هلند                                                    | ۵٬۶۵۰                         | ۲۰۰۳       |
| ۵۲   | یمن                                                     | ۵٬۵۰۰                         | ۲۰۰۳       |
| ۵۳   | آلمان                                                   | ۴٬۸۵۰                         | ۲۰۰۳       |
| ۵۴   | لیبی                                                    | ۴٬۷۰۰                         | ۲۰۰۳       |
| ۵۵   | گرجستان                                                 | ۴٬۶۹۰                         | ۲۰۰۳       |
| ۵۶   | دانمارک                                                 | ۴٬۴۹۰                         | ۲۰۰۳       |
| ۵۷   | تونس                                                    | ۳٬۹۴۰                         | ۲۰۰۳       |
| ۵۸   | مالزی                                                   | ۳٬۶۵۰                         | ۲۰۰۳       |
| ۵۹   | آلبانی                                                  | ۳٬۵۳۰                         | ۲۰۰۳       |
| ۵۹   | مولدووا                                                 | ۳٬۰۰۰                         | ۲۰۰۳       |
| ۶۰   | اتیوپی                                                  | ۲٬۹۰۰                         | ۲۰۰۳       |
| ۶۱   | نیوزیلند                                                | ۲٬۸۵۰                         | ۲۰۰۳       |
| ۶۲   | نیجریه                                                  | ۲٬۸۲۰                         | ۲۰۰۳       |
| ۶۳   | جمهوری دومینیکن                                         | ۲٬۷۵۰                         | ۲۰۰۳       |
| ۶۴   | کامبوج                                                  | ۲٬۷۰۰                         | ۲۰۰۳       |
| ۶۵   | مالی                                                    | ۲٬۳۶۰                         | ۲۰۰۳       |
| ۶۶   | مجارستان                                                | ۲٬۳۰۰                         | ۲۰۰۳       |
| ۶۷   | اروگوئه                                                 | ۲٬۱۰۰                         | ۲۰۰۳       |
| ۶۸   | سومالی                                                  | ۲٬۰۰۰                         | ۲۰۰۳       |
| ۶۹   | اسرائیل                                                 | ۱٬۹۴۰                         | ۲۰۰۳       |
| ۷۰   | تانزانیا                                                | ۱٬۸۴۰                         | ۲۰۰۳       |
| ۷۱   | اسلواکی                                                 | ۱٬۸۳۰                         | ۲۰۰۳       |
| ۷۲   | لائوس                                                   | ۱٬۷۵۰                         | ۲۰۰۳       |
| ۷۳   | زیمبابوه                                                | ۱٬۷۴۰                         | ۲۰۰۳       |
| ۷۴   | بریتانیا                                                | ۱٬۷۰۰                         | ۲۰۰۳       |
| ۷۵   | زامبیا                                                  | ۱٬۵۶۰                         | ۲۰۰۳       |
| ۷۶   | گویان                                                   | ۱٬۵۰۰                         | ۲۰۰۳       |
| ۷۷   | بولیوی                                                  | ۱٬۳۲۰                         | ۲۰۰۳       |
| ۷۸   | بلاروس                                                  | ۱٬۳۱۰                         | ۲۰۰۳       |
| ۷۹   | گواتمالا                                                | ۱٬۳۰۰                         | ۲۰۰۳       |
| ۸۰   | نروژ                                                    | ۱٬۲۷۰                         | ۲۰۰۳       |
| ۸۱   | سنگال                                                   | ۱٬۲۰۰                         | ۲۰۰۳       |
| ۸۲   | موزامبیک                                                | ۱٬۱۸۰                         | ۲۰۰۳       |
| ۸۳   | سوئد                                                    | ۱٬۱۵۰                         | ۲۰۰۳       |
| ۸۴   | کاستاریکا                                               | ۱٬۰۸۰                         | ۲۰۰۳       |
| ۸۵   | تیمور شرقی                                              | ۱٬۰۶۵                         | ۲۰۰۳       |
| ۸۶   | لبنان                                                   | ۱٬۰۴۰                         | ۲۰۰۳       |
| ۸۷   | کنیا                                                    | ۱٬۰۳۰                         | ۲۰۰۳       |
| ۸۸   | لهستان                                                  | ۱٬۰۰۰                         | ۲۰۰۳       |
| ۸۹   | گینه                                                    | ۹۵۰                           | ۲۰۰۳       |
| ۹۰   | هائیتی                                                  | ۹۲۰                           | ۲۰۰۳       |
| ۹۱   | مغولستان                                                | ۸۴۰                           | ۲۰۰۳       |
| ۹۲   | هندوراس                                                 | ۸۰۰                           | ۲۰۰۳       |
| ۹۳   | امارات متحده عربی                                       | ۷۶۰                           | ۲۰۰۳       |
| ۹۴   | اردن                                                    | ۷۵۰                           | ۲۰۰۳       |
| ۹۵   | نیجر                                                    | ۷۳۰                           | ۲۰۰۳       |
| ۹۶   | ساحل عاج                                                | ۷۳۰                           | ۲۰۰۳       |
| ۹۷   | عمان                                                    | ۷۲۰                           | ۲۰۰۳       |
| ۹۸   | پاراگوئه                                                | ۶۷۰                           | ۲۰۰۳       |
| ۹۹   | فنلاند                                                  | ۶۴۰                           | ۲۰۰۳       |
| ۱۰۰  | نیکاراگوئه                                              | ۶۱۰                           | ۲۰۰۳       |
| ۱۰۱  | مالاوی                                                  | ۵۶۰                           | ۲۰۰۳       |
| ۱۰۲  | مقدونیه شمالی                                           | ۵۵۰                           | ۲۰۰۳       |
| ۱۰۳  | سورینام                                                 | ۵۱۰                           | ۲۰۰۳       |
| ۱۰۴  | اسواتینی                                                | ۵۰۰                           | ۲۰۰۳       |
| ۱۰۵  | موریتانی                                                | ۴۹۰                           | ۲۰۰۲       |
| ۱۰۶  | السالوادور                                              | ۴۵۰                           | ۲۰۰۳       |
| ۱۰۷  | پاناما                                                  | ۴۳۰                           | ۲۰۰۳       |
| ۱۰۸  | پورتوریکو                                               | ۴۰۰                           | ۲۰۰۳       |
| ۱۰۹  | قبرس                                                    | ۴۰۰                           | ۲۰۰۳       |
| ۱۱۰  | بوتان (کشور)                                            | ۴۰۰                           | ۲۰۰۳       |
| ۱۱۱  | بلژیک                                                   | ۴۰۰                           | ۲۰۰۳       |
| ۱۱۲  | غنا                                                     | ۳۱۰                           | ۲۰۰۳       |
| ۱۱۳  | سیرالئون                                                | ۳۰۰                           | ۲۰۰۳       |
| ۱۱۴  | چاد                                                     | ۳۰۰                           | ۲۰۰۳       |
| ۱۱۵  | کامرون                                                  | ۲۶۰                           | ۲۰۰۳       |
| ۱۱۶  | سوئیس                                                   | ۲۵۰                           | ۲۰۰۳       |
| ۱۱۷  | جامائیکا                                                | ۲۵۰                           | ۲۰۰۲       |
| ۱۱۸  | گینه بیسائو                                             | ۲۵۰                           | ۲۰۰۳       |
| ۱۱۹  | بورکینافاسو                                             | ۲۵۰                           | ۲۰۰۳       |
| ۱۲۰  | جمهوری چک                                               | ۲۴۰                           | ۲۰۰۳       |
| ۱۲۱  | موریس                                                   | ۲۲۰                           | ۲۰۰۳       |
| ۱۲۲  | اریتره                                                  | ۲۱۰                           | ۲۰۰۳       |
| ۱۲۳  | بوروندی                                                 | ۲۱۰                           | ۲۰۰۳       |
| ۱۲۴  | لتونی                                                   | ۲۰۰                           | ۲۰۰۳       |
| ۱۲۵  | قطر                                                     | ۱۳۰                           | ۲۰۰۲       |
| ۱۲۶  | کویت                                                    | ۱۳۰                           | ۲۰۰۳       |
| ۱۲۷  | بنین                                                    | ۱۲۰                           | ۲۰۰۳       |
| ۱۲۸  | کرواسی                                                  | ۱۱۰                           | ۲۰۰۳       |
| ۱۲۹  | جمهوری دموکراتیک کنگو                                   | ۱۱۰                           | ۲۰۰۳       |
| ۱۳۰  | سائوتومه و پرنسیپ                                       | ۱۰۰                           | ۲۰۰۳       |
| ۱۳۱  | کالدونیای جدید                                          | ۱۰۰                           | ۲۰۰۳       |
| ۱۳۲  | اوگاندا                                                 | ۹۰                            | ۲۰۰۳       |
| ۱۳۳  | رواندا                                                  | ۹۰                            | ۲۰۰۳       |
| ۱۳۴  | نامیبیا                                                 | ۸۰                            | ۲۰۰۳       |
| ۱۳۵  | توگو                                                    | ۷۰                            | ۲۰۰۳       |
| ۱۳۶  | لیتوانی                                                 | ۷۰                            | ۲۰۰۳       |
| ۱۳۷  | گابن                                                    | ۷۰                            | ۲۰۰۳       |
| ۱۳۸  | باربادوس                                                | ۵۰                            | ۲۰۰۳       |
| ۱۳۹  | ترینیداد و توباگو                                       | ۴۰                            | ۲۰۰۳       |
| ۱۴۰  | استونی                                                  | ۴۰                            | ۲۰۰۳       |
| ۱۴۱  | بحرین                                                   | ۴۰                            | ۲۰۰۳       |
| ۱۴۲  | اتریش                                                   | ۴۰                            | ۲۰۰۳       |
| ۱۴۳  | اسلوونی                                                 | ۳۰                            | ۲۰۰۳       |
| ۱۴۴  | سنت لوسیا                                               | ۳۰                            | ۲۰۰۳       |
| ۱۴۵  | لیبریا                                                  | ۳۰                            | ۲۰۰۳       |
| ۱۴۶  | لسوتو                                                   | ۳۰                            | ۲۰۰۳       |
| ۱۴۷  | فیجی                                                    | ۳۰                            | ۲۰۰۳       |
| ۱۴۸  | کیپ ورد                                                 | ۳۰                            | ۲۰۰۳       |
| ۱۴۹  | بوسنی و هرزگوین                                         | ۳۰                            | ۲۰۰۳       |
| ۱۵۰  | بلیز                                                    | ۳۰                            | ۲۰۰۳       |
| ۱۵۱  | مالت                                                    | ۲۰                            | ۲۰۰۳       |
| ۱۵۲  | هنگ کنگ                                                 | ۲۰                            | تخمین ۱۹۹۸ |
| ۱۵۳  | گامبیا                                                  | ۲۰                            | ۲۰۰۳       |
| ۱۵۴  | جمهوری کنگو                                             | ۲۰                            | ۲۰۰۳       |
| ۱۵۵  | جمهوری آفریقای مرکزی                                    | ۲۰                            | ۲۰۰۳       |
| ۱۵۶  | سنت وینسنت و گرنادین‌ها                                  | ۱۰                            | ۲۰۰۳       |
| ۱۵۷  | پلی‌نزی فرانسه                                           | ۱۰                            | ۲۰۰۳       |
| ۱۵۸  | جیبوتی                                                  | ۱۰                            | ۲۰۰۳       |
| ۱۵۹  | برونئی                                                  | ۱۰                            | ۲۰۰۳       |
| ۱۶۰  | بوتسوانا                                                | ۱۰                            | ۲۰۰۳       |
| ۱۶۱  | باهاما                                                  | ۱۰                            | ۲۰۰۳       |
| ۱۶۲  | جزیره ویک                                               | ۰                             | هیچ        |
| ۱۶۳  | جزایر اسپراتلی                                          | ۰                             | هیچ        |
| ۱۶۴  | جورجیای جنوبی و جزایر ساندویچ جنوبی                     | ۰                             | هیچ        |
| ۱۶۵  | جزایر پاراسل                                            | ۰                             | هیچ        |
| ۱۶۶  | جزایر مارشال                                            | ۰                             | هیچ        |
| ۱۶۷  | یان ماین                                                | ۰                             | هیچ        |
| ۱۶۸  | جزیره من                                                | ۰                             | هیچ        |
| ۱۶۹  | واتیکان                                                 | ۰                             | هیچ        |
| ۱۷۰  | جزیره هرد و جزایر مک‌دونالد و جزیره هرد و جزایر مک‌دونالد | ۰                             | هیچ        |
| ۱۷۱  | سرزمین‌های جنوبی و جنوبگانی فرانسه                       | ۰                             | هیچ        |
| ۱۷۲  | جزایر فارو                                              | ۰                             | هیچ        |
| ۱۷۳  | جزایر کورال                                             | ۰                             | هیچ        |
| ۱۷۴  | جزیره کلیپرتون                                          | ۰                             | هیچ        |
| ۱۷۵  | قلمرو اقیانوس هند بریتانیا                              | ۰                             | هیچ        |
| ۱۷۶  | جزیره بووه                                              | ۰                             | هیچ        |
| ۱۷۷  | جزیره‌های آشمور و کارتیر                                 | ۰                             | هیچ        |
| ۱۷۸  | ساموای آمریکا                                           | هیچ                           | هیچ        |
| ۱۷۹  | آندورا                                                  | هیچ                           | هیچ        |
| ۱۸۰  | آنگویلا                                                 | هیچ                           | هیچ        |
| ۱۸۱  | آنتیگوآ و باربودا                                       | هیچ                           | هیچ        |
| ۱۸۲  | برمودا                                                  | هیچ                           | هیچ        |
| ۱۸۳  | جزایر ویرجین انگلستان                                   | هیچ                           | هیچ        |
| ۱۸۴  | جزایر کیمن                                              | هیچ                           | هیچ        |
| ۱۸۵  | جزیره کریسمس                                            | هیچ                           | هیچ        |
| ۱۸۶  | جزایر کوکوس                                             | هیچ                           | هیچ        |
| ۱۸۷  | کومور                                                   | هیچ                           | هیچ        |
| ۱۸۸  | جزایر کوک                                               | هیچ                           | هیچ        |
| ۱۸۹  | دومینیکا                                                | هیچ                           | هیچ        |
| ۱۹۰  | گینه استوایی                                            | هیچ                           | هیچ        |
| ۱۹۱  | جزایر فالکلند                                           | هیچ                           | هیچ        |
| ۱۹۲  | جبل طارق                                                | هیچ                           | هیچ        |
| ۱۹۳  | گرینلند                                                 | هیچ                           | هیچ        |
| ۱۹۴  | گرنادا                                                  | هیچ                           | هیچ        |
| ۱۹۵  | گوآم                                                    | هیچ                           | هیچ        |
| ۱۹۶  | گرنزی                                                   | هیچ                           | هیچ        |
| ۱۹۷  | ایسلند                                                  | هیچ                           | هیچ        |
| ۱۹۸  | جمهوری ایرلند                                           | هیچ                           | هیچ        |
| ۱۹۹  | جرزی                                                    | هیچ                           | هیچ        |
| ۲۰۰  | کیریباتی                                                | هیچ                           | هیچ        |
| ۲۰۱  | لیختن‌اشتاین                                             | هیچ                           | هیچ        |
| ۲۰۲  | لوکزامبورگ                                              | هیچ                           | هیچ        |
| ۲۰۳  | ماکائو                                                  | هیچ                           | هیچ        |
| ۲۰۴  | مالدیو                                                  | هیچ                           | هیچ        |
| ۲۰۵  | مایوت                                                   | هیچ                           | هیچ        |
| ۲۰۶  | ایالات فدرال میکرونزی                                   | هیچ                           | هیچ        |
| ۲۰۷  | موناکو                                                  | هیچ                           | هیچ        |
| ۲۰۸  | مونته‌نگرو                                               | هیچ                           | هیچ        |
| ۲۰۹  | مونتسرات                                                | هیچ                           | هیچ        |
| ۲۱۰  | نائورو                                                  | هیچ                           | هیچ        |
| ۲۱۱  | آنتیل هلند                                              | هیچ                           | هیچ        |
| ۲۱۲  | نیووی                                                   | هیچ                           | هیچ        |
| ۲۱۳  | جزیره نورفک                                             | هیچ                           | هیچ        |
| ۲۱۴  | جزایر ماریانای شمالی                                    | هیچ                           | هیچ        |
| ۲۱۵  | پالائو                                                  | هیچ                           | هیچ        |
| ۲۱۶  | پاپوآ گینه نو                                           | هیچ                           | هیچ        |
| ۲۱۷  | جزایر پیت‌کرن                                            | هیچ                           | هیچ        |
| ۲۱۸  | سینت هلینا                                              | هیچ                           | هیچ        |
| ۲۱۹  | سنت کیتس و نویس                                         | هیچ                           | هیچ        |
| ۲۲۰  | سنت پیر و ماژلان                                        | هیچ                           | هیچ        |
| ۲۲۱  | ساموآ                                                   | هیچ                           | هیچ        |
| ۲۲۲  | سان مارینو                                              | هیچ                           | هیچ        |
| ۲۲۳  | صربستان                                                 | هیچ                           | هیچ        |
| ۲۲۴  | سیشل                                                    | هیچ                           | هیچ        |
| ۲۲۵  | سنگاپور                                                 | هیچ                           | هیچ        |
| ۲۲۶  | جزایر سلیمان                                            | هیچ                           | هیچ        |
| ۲۲۷  | سوالبارد                                                | هیچ                           | هیچ        |
| ۲۲۸  | تایوان                                                  | هیچ                           | هیچ        |
| ۲۲۹  | توکلائو                                                 | هیچ                           | هیچ        |
| ۲۳۰  | تونگا                                                   | هیچ                           | هیچ        |
| ۲۳۱  | جزایر تورکس و کایکوس                                    | هیچ                           | هیچ        |
| ۲۳۲  | تووالو                                                  | هیچ                           | هیچ        |
| ۲۳۳  | وانواتو                                                 | هیچ                           | هیچ        |
| ۲۳۴  | جزایر ویرجین ایالات متحده                               | هیچ                           | هیچ        |
| ۲۳۵  | والیس و فوتونا                                          | هیچ                           | هیچ        |
| ۲۳۶  | صحرای غربی                                              | هیچ                           | هیچ        |